# Evangelij po Mateju
Evangelij po Mateju naj bi napisal apostol Matej, cestninar v Kafarnaumu, vendar ni nikjer o tem nič zapisanega, niti v evangeliju niti drugod v Novi Zavezi. Glede avtorstva smo tako odvisni samo od izročila.
Evangelij kaže na izobraženega človeka. Tega ne spričuje samo dobra grščina, čeprav strokovnjaki za njo čutijo še bolj tekočo hebrejščino, temveč še bolj zgradba evangelija.
Pisatelj združuje evangeljsko gradivo po vsebini, kar pomeni, da ni hotel biti najprej kronist in zgodovinar, temveč učitelj in posredovalec žive Jezusove govorice. Ves evangelij je nauk o nebeškem kraljestvu, ki ga Jezus razglasi v Govoru na gori (pogl. 5 - 7). V govoru učencem pred misijonskim potovanjem (pogl. 10,1 - 11,1) daje pojasnila, kako naj ti nastopajo pri poskusnem oznanjevanju evangelija. V govoru o prilikah (13,1 - 52) pojasnjuje naravo, značaj in bistvo nebeškega kraljestva. V naslednjem govoru (pogl. 18) Jezus spregovori o temeljnih lastnostih članov nebeškega kraljestva. V zadnjem, eshatološkem govoru (pogl. 24 - 25), pa razodeva onstransko razsežnost nebeškega kraljestva.
Tako sestavlja pet govorov, z bolj ali manj obsežnim poročilom o Jezusovi dejavnosti pred vsakim od njih, pet delov ali knjig evangelija, nekakšni krščansko peteroknižje. Pri bogoslužju so največ uporabljali Mateja. Največ so ga navajali v spopadu z nasprotniki in najbolj so v njem prepoznavali svojo krščansko bit. Bil je res cerkveni evangelij.
Temu osrednjemu delu (pogl. 2 - 25) je dodal še poročilo o Jezusovem otroštvu (pogl. 1 - 2) in obsežno poročilo o njegovem trpljenju, smrti in vstajenju (pogl. 26 - 28), tako da ima evangelij sedem delov ali knjig. Matej se nenehno sklicuje na starozavezne prerokbe, s katerimi potrjuje edinstvenost Jezusa in da je njegov evangelij višek razodetja. Noben drug evangelist tako pogosto ne navaja Svetega pisma stare zaveze, kot Matej. Z njimi Matej dokazuje rojakom, da so v zmoti, če ne sprejmejo Jezusa, saj je ravno on uresničenje mesijanskih prerokb. Zaradi tega se Matejev evangelij imenuje tudi mesijanski.
Bolj kot drugi evangelisti Matej razkrije korenine Jezusovega rodu. Jezus je po telesu Davidov sin. Zato ga Matej bolj pogosto kot drugi evangelisti imenuje Davidov sin. Jezus pa je tudi sin nebeškega Očeta in zato edini pravi Učitelj, Kristus. Od vsakega bo zahteval odgovor, kako je spolnjeval njegov nauk. S tem je pokazana pot v nebeško kraljestvo. Vanj pa ni mogoče priti brez spreobrnitve.
To resnico oznanja cerkev. Njena narava ini poslanstvo nista nikjer tako določeni kot v Matejevem evangeliju. Cerkev je občestvo vernih. Bog je njihov skupni oče. Cerkev je mesto, ki stoji na gori (5,14). Odkar se je z Kristusom začela, je ni mogoče obiti in ne zbrisati iz zemlje, kakor ni mogoče prezreti mesta, ki je na gori. Cerkev je kraj, kjer se ljudje vzgajajo. Tako je nosilka in posredovalka dobrin nebeškega kraljestva. Ker Matej največ pove tudi o njeni notranji in zunanji ureditvi, njegov evangelij imenujemo tudi evangelij Cerkve.
Evangelij je nastal med letoma 70 in 80 po Kristusu, vsekakor po padcu Jeruzalema leta 70 n.š., sicer težko razumemo močno sporekanje glede judovstva v njem. Namenjen je Judom. Tistim, ki verjamejo v Kristusa hoče utrditi vero, drugim pa dopoveduje, naj ne čakajo drugačnega mesija, saj je Jezus uresničenje starozaveznih prerokb. 